# Врсте библиотека у средњовековном арапском свету
Средњи век код Арапа представљао је доба развијања и културе и образовања, као и доба оснивања приватних, царских и јавних библиотека. Најпознатије библиотеке основане су у градовима Каиру, Кордоби и Ширазу од стране династија Фатимида, Умајада и Бувејхида.
У средњем веку код Арапа постојале су приватне и јавне библиотеке. Приватне библиотеке, као што им име налаже биле су у приватном поседу појединаца, а институције при џамијама су имале статус јавних библиотека. Јавне библиотеке у џамијама су имале велику улогу у ширењу образовања. Мале библиотеке налазиле су се у зградама поред џамија, док су веће смештене одвојено од собе за молитву. Фондови библиотека сачињавали су се од поклоњених књига, а колекције се нису сачињавале само од књига верског карактера. Осим поклона, фонд је се попуњавао и копирањем и куповином, а и бележено је на који начин је извршена набавка.
Ибн ел Надима је описао приватне библиотеке у Фихристу, где је навео једанаесторо људи као библиофиле. До касног 8. века, према Питеру Вебу, људи су хваљени због своје способности да меморишу текст. Између 10. и 11. века постојало је неколико библиотека које су имале библиотекаре и преписиваче, а поседовали су израђене каталоге и материјал за писање.

## Библиотека у Каиру
Једна од познатијих библиотека настала је у Каиру која је радила под династијом Фатимида. Током владавине шестог халифа, Ел Хакима, створена је Кућа мудрости. У библиотеци, поред дозвољеног приступа, где је свако могао да користи библиотеку, као и бесплатног папира и мастила, постајала је и преписивачка радионица, а највећи део фонда су допремали каравани који су туда пролазили.

## Библиотека у Кордоби
Друга велика библиотека основана је у Кордоби. Након бекства из Дамаска 756. године, династија Умајада нашла је уточиште у Кордоби, где су изградили палату и џамију коју је довршио Ел Хакам II. У жељи да дође до што вредних књига, Ел Хакам је послао своје емисаре у градове Баград, Каиро, Дамаск, као и друга већа књижарска седишта како би набавили књиге за велики новац. Убрзо у тој књижници нашло се 400.000 свезака књига. Постојала је читава армија преписивача, илуминатора, а каталог библиотеке састављен је од стране библиотекара у 44 књиге.

## Библиотека у Ширазу
Још једна династија која је основала велику библиотеку била је и династија Бувејхида. У њиховом царству постојали су различити типови библиотека, јавне, царске и приватне. Мада, најзначајнија библиотека  припадала је Адуду ел Даблаху у Ширазу. Имала је чувара и сакупљача књига и управника. Библиотека је имала 360 соба и састојала је се из разноврсног фонда, као и копија свих књига које су објављене до момента када је извршена набавка. Књиге у библиотеци су ређане на полицама и каталогизиране, свака на свој начин. Постојала је још јенда специфична библиотека у овом периоду у Барси где је оснивач давао стипендије за стручно усавршавање научним радницима који су били запослени у тој библиотеци. Обе библиотеке служиле су и за расправе и научне дискуције, као и састанке.